# William Barry Owen
William Barry Owen (* 15. April 1860 in Tisbury auf Martha’s Vineyard, Massachusetts; † 19. April 1914 ebenda) war ein Pionier in der Entwicklung der Unterhaltungsindustrie.
Der Sohn eines Walfängers aus New Bedford machte eine juristische Ausbildung in Boston. Er war Direktor von Frank Seamans National Gramophone Company in New York.
Als die Kunde vom Parlophone nach Amerika gedrungen war, fürchteten die Gramophone-Leute, dass der europäische Markt sich selbständig machen könnte. 1897 wurde Owen von Emil Berliner nach London gesandt, um die Gramophone Company zu gründen. 1898 registrierten er und sein Partner Trevor Williams das Unternehmen zunächst im Hotel Cecil, verlegten es dann am 16. Mai zur 31 Maiden Lane.
Er war wahrscheinlich auch involviert bei der geplatzten Übernahme der Schreibmaschinenfabrik von Frank Lambert.
Nachdem er 1907 in die USA zurückgekehrt war, betrieb er Grundstücksgeschäfte auf Martha’s Vineyard, arrangierte den Fährdienst zur Insel und baute das Luxemoor-Geschäftsgebäude. Seine Ehefrau stiftete der Stadt Tisbury im Nord-Osten der Insel das Grundstück des heutigen Owen Park.

## Belege
1. ↑  EMI History. Archiviert vom Original am 29. Mai 2007.
2. ↑  http://www.morebeach.com/beach-pictures/cape-cod-beaches/owen-park-beach-martha's-vineyard.html

| Personendaten    | Personendaten                                                           |
| ---------------- | ----------------------------------------------------------------------- |
| NAME             | Owen, William Barry                                                     |
| KURZBESCHREIBUNG | US-amerikanischer Pionier in der Entwicklung der Unterhaltungsindustrie |
| GEBURTSDATUM     | 15. April 1860                                                          |
| GEBURTSORT       | Tisbury auf Martha’s Vineyard, Massachusetts                            |
| STERBEDATUM      | 19. April 1914                                                          |
| STERBEORT        | Tisbury auf Martha’s Vineyard, Massachusetts                            |